# Judith Hermann
Judith Hermann (ur. 15 maja 1970 w Berlinie) – niemiecka pisarka, autorka opowiadań. Laureatka stypendium im. Alfreda Döblina.

## Życiorys
Judith Hermann urodziła się i wychowała się w berlińskiej dzielnicy Neukölln, w połowie lat 90. przeniosła się do dzielnicy Prenzlauer Berg. Studiowała język niemiecki i filozofię, w 1995 roku uczyła się w Berliner Journalisten-Schule, prestiżowej szkole kształcącej dziennikarzy. W ramach praktyk odbyła staż w niemieckiej gazecie Aufbau w Nowym Jorku. Po powrocie do Berlina pracowała jako niezależna dziennikarka. W 1997 roku wzięła udział w warsztatach organizowanych przez Literarisches Colloquium Berlin. W tym samym roku otrzymała stypendium im. Alfreda Döblina przyznane przez Akademie der Künste. Stypendyści od trzech do dwunastu miesięcy, gdy mieszkają i pracują dom Alfreda Döblina w Wewelsfleth.
Podczas pobytu w Ameryce napisała swoje pierwsze teksty literackie i odkryła, że jej ulubioną formą literacką jest opowiadanie. W 1998 roku opublikowała swój pierwszą książkę, zwierającą zbiór siedmiu opowiadań Sommerhaus, später. Książka spotkała się z bardzo dobrym odbiorem.
2003 roku wydała drugi tom opowiadań Nichts als Gespenster. W 2014 roku opublikowała pierwszą powieść Aller Liebe Anfang.
W 2006 roku niemiecki reżyser Martin Gypkens nakręcił film Nichts als Gespenster, który jest ekranizacją opowiadań Judith Hermann wydanych w zbiorze pod tym samym tytułem. Bohaterami są młodzi ludzie podróżujący po świecie i przeżywający swoje pierwsze miłości.

## Nagrody i wyróżnienia
- 1999: Bremer Literaturförderpreis
- 1999: Hugo-Ball-Förderpreis
- 2001: Kleist-Preis

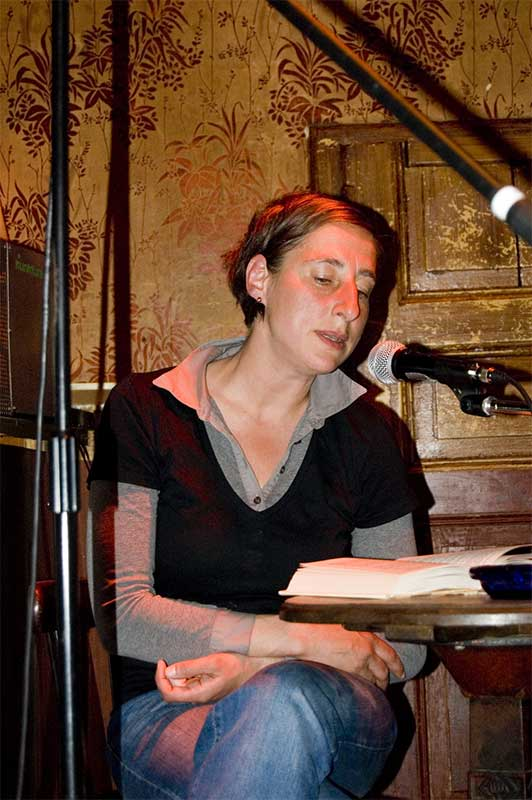
Judith Hermann, 2007

- 2009: Friedrich-Hölderlin-Preis der Stadt Bad Homburg
- 2014: Erich-Fried-Preis

## Wybrane dzieła

### Opowiadania
- Letni dom, później... Opowiadania, 1998
- Nichts als Gespenster, 2003
- Alice, 2009
- Lettipark, 2016

### Powieść
- Aller Liebe Anfang, 2014

## Filmografia

### Scenariusz
- 2004: Die Eisblumen Farm film krótkometrażowy
- 2005: Freundinnen film krótkometrażowy
- 2006: Nichts als Gespenster